# Aspergillus stellatus
Aspergillus stellatus Curzi – gatunek grzybów z rodziny kropidlakowatych (Aspergillaceae). Saprotrof żyjący w glebie.

## Własności chorobotwórcze
Istnieją doniesienia, że jest dla ludzi chorobotwórczy.  Wytwarza mykotoksyny: aflatoksyna B1, ajamksanton, shamiksanton, tadżiksanton, wodzian tadżiksantonu, metanonian tadżiksantonu, 19-O-metylo-22-metoksypreszamiksanton, preshamiksanton, 15-acetylotajiksanton B, andibenina C, andibeninya A, andelezyna A, andelezyna B, anditomina, arugozyna A, arugozyna B, arugozyna D, aspertecyna, astellatol, asteltoksyna, desferrytriacetylofuzygen, dihydroterreina, emerwaridion, warioksirandiol, epiizoszamiksanton, ofiobolin H, 2-wariobolin C, ophiobolin C, ophiobolin Kwas furanowy, islandicyna, izoemerycelina, kwas kojowy, alkohol 2-metoksy-6-(3,4-dihydroksy-hepta-1,5-dienylo)benzylowy, najamksanton, radiksanton, shahenksanton, penicylina G, shimalakton A, syderyna, kwas stellatowy, stellatyna, stromemycyna, terreina, variecoacetal A, variecoacetal B, variecolakton, variekolin, varioxirane, varixantone, varitriol i varioxranol AG.

## Systematyka i nazewnictwo
Pozycja w klasyfikacji według Index Fungorum: Aspergillaceae, Eurotiales, Eurotiomycetidae, Eurotiomycetes, Pezizomycotina, Ascomycota, Fungi.
Takson ten po raz pierwszy opisał Mario Curzi w 1934 r. Synonimy:
- Emericella variecolor Berk. & Broome 1857
- Aspergillus variecolor (Berk. & Broome) Thom & Raper 1939
- Aspergillus variecolor var. major Bat. & H. Maia 1957